# 결절종

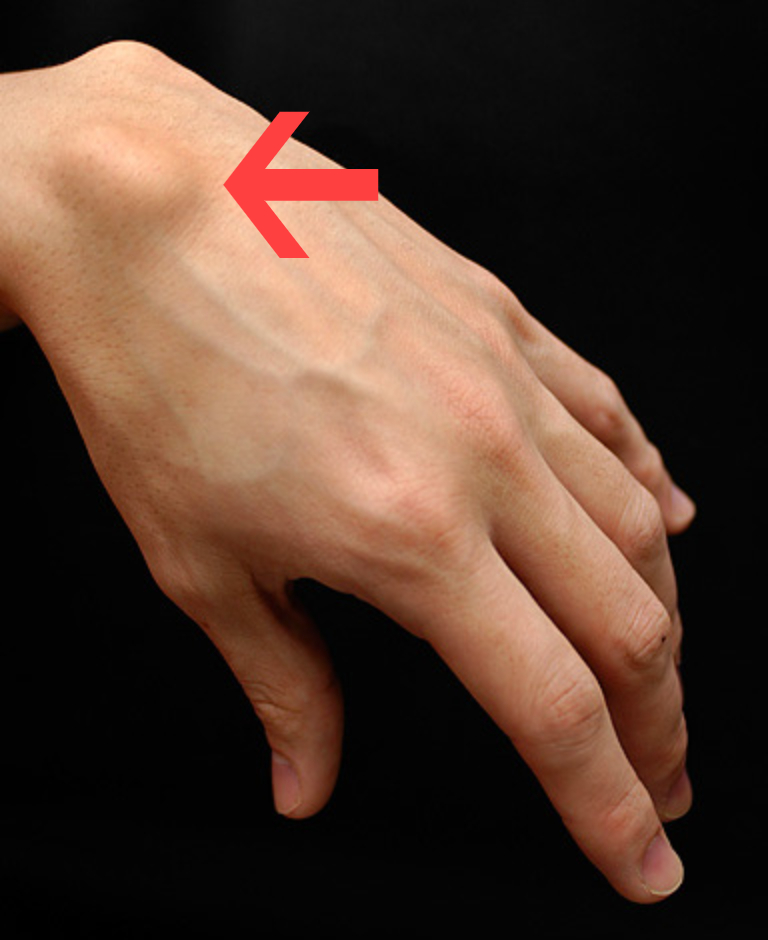

결절종(ganglion cyst)은 얇은 섬유성 피막에 둘러싸인 내부에 약간 노랗고 끈적이는 액체를 함유한 낭포성 물혹이다. 원인은 관절막이 자극을 받아 파열되고, 관절액이나 건막의 활액이 새어나와 고여서 덩어리 종괴를 형성하기 때문이다.
일반적으로 아무 느낌이 없는 것이 정상이나, 신경이나 혈관을 압박하면 움직일 때 통증이 오고 근력이 약화될 수 있다.

## 치료방법

### 한의학
결정종이 있는 환부에 침 시술을 하면 결정종의 피막이 터뜨려지는 효과를 가진다. 환자의 결절종이 정체된 기를 풀어주면 피막을 수술로 제거하지 않아도 결정종 안의 관절액이 자체적으로 흡수되어 사라지게 된다.